# Limonium pontium
Limonium pontium är en triftväxtart som beskrevs av Sandro Alessandro Pignatti. Limonium pontium ingår i släktet rispar, och familjen triftväxter. Inga underarter finns listade i Catalogue of Life.